# Volîțea-Hnizdîcivska, Jîdaciv
Volîțea-Hnizdîcivska (în ucraineană Волиця-Гніздичівська) este un sat în comuna Vilhivți din raionul Jîdaciv, regiunea Liov, Ucraina.

## Demografie
Componența lingvistică a localității Volîțea-Hnizdîcivska
     Ucraineană (100%)
Conform recensământului din 2001, toată populația localității Volîțea-Hnizdîcivska era vorbitoare de ucraineană (100%).